# Llista d'asteroides (92001-93000)
Llista d'asteroides del 92.001 al 93.000, amb data de descoberta i descobridor. És un fragment de la llista d'asteroides completa. Als asteroides se'ls dona un número quan es confirma la seva òrbita, per tant apareixen llistats aproximadament segons la data de descobriment.
Contingut: 92001... 92101... 92201... 92301... 92401... 92501... 92601... 92701... 92801... 92901... 

| Nom                                         | Designació provisional                      | Data de descobriment                        | Lloc de descobriment                        | Descobridor/s                               |                                             |                                             |                                             |                                             |                                             |                                             |                                             |                                             |                                             |                                             |                                             |                                             |                                             |                                             |                                             |                                             |                                             |                                             |                                             |                                             |                                             |                                             |                                             |                                             |                                             |                                             |                                             |                                             |                                             |                                             |                                             |                                             |                                             |                                             |                                             |                                             |                                             |                                             |                                             |                                             |                                             |                                             |                                             |                                             |                                             |
| 92001-92100 Llista d'asteroides/92001-92100 | 92001-92100 Llista d'asteroides/92001-92100 | 92001-92100 Llista d'asteroides/92001-92100 | 92001-92100 Llista d'asteroides/92001-92100 | 92001-92100 Llista d'asteroides/92001-92100 | 92101-92200 Llista d'asteroides/92101-92200 | 92101-92200 Llista d'asteroides/92101-92200 | 92101-92200 Llista d'asteroides/92101-92200 | 92101-92200 Llista d'asteroides/92101-92200 | 92101-92200 Llista d'asteroides/92101-92200 | 92201-92300 Llista d'asteroides/92201-92300 | 92201-92300 Llista d'asteroides/92201-92300 | 92201-92300 Llista d'asteroides/92201-92300 | 92201-92300 Llista d'asteroides/92201-92300 | 92201-92300 Llista d'asteroides/92201-92300 | 92301-92400 Llista d'asteroides/92301-92400 | 92301-92400 Llista d'asteroides/92301-92400 | 92301-92400 Llista d'asteroides/92301-92400 | 92301-92400 Llista d'asteroides/92301-92400 | 92301-92400 Llista d'asteroides/92301-92400 | 92401-92500 Llista d'asteroides/92401-92500 | 92401-92500 Llista d'asteroides/92401-92500 | 92401-92500 Llista d'asteroides/92401-92500 | 92401-92500 Llista d'asteroides/92401-92500 | 92401-92500 Llista d'asteroides/92401-92500 | 92501-92600 Llista d'asteroides/92501-92600 | 92501-92600 Llista d'asteroides/92501-92600 | 92501-92600 Llista d'asteroides/92501-92600 | 92501-92600 Llista d'asteroides/92501-92600 | 92501-92600 Llista d'asteroides/92501-92600 | 92601-92700 Llista d'asteroides/92601-92700 | 92601-92700 Llista d'asteroides/92601-92700 | 92601-92700 Llista d'asteroides/92601-92700 | 92601-92700 Llista d'asteroides/92601-92700 | 92601-92700 Llista d'asteroides/92601-92700 | 92701-92800 Llista d'asteroides/92701-92800 | 92701-92800 Llista d'asteroides/92701-92800 | 92701-92800 Llista d'asteroides/92701-92800 | 92701-92800 Llista d'asteroides/92701-92800 | 92701-92800 Llista d'asteroides/92701-92800 | 92801-92900 Llista d'asteroides/92801-92900 | 92801-92900 Llista d'asteroides/92801-92900 | 92801-92900 Llista d'asteroides/92801-92900 | 92801-92900 Llista d'asteroides/92801-92900 | 92801-92900 Llista d'asteroides/92801-92900 | 92901-93000 Llista d'asteroides/92901-93000 | 92901-93000 Llista d'asteroides/92901-93000 | 92901-93000 Llista d'asteroides/92901-93000 | 92901-93000 Llista d'asteroides/92901-93000 | 92901-93000 Llista d'asteroides/92901-93000 |
| ------------------------------------------- | ------------------------------------------- | ------------------------------------------- | ------------------------------------------- | ------------------------------------------- | ------------------------------------------- | ------------------------------------------- | ------------------------------------------- | ------------------------------------------- | ------------------------------------------- | ------------------------------------------- | ------------------------------------------- | ------------------------------------------- | ------------------------------------------- | ------------------------------------------- | ------------------------------------------- | ------------------------------------------- | ------------------------------------------- | ------------------------------------------- | ------------------------------------------- | ------------------------------------------- | ------------------------------------------- | ------------------------------------------- | ------------------------------------------- | ------------------------------------------- | ------------------------------------------- | ------------------------------------------- | ------------------------------------------- | ------------------------------------------- | ------------------------------------------- | ------------------------------------------- | ------------------------------------------- | ------------------------------------------- | ------------------------------------------- | ------------------------------------------- | ------------------------------------------- | ------------------------------------------- | ------------------------------------------- | ------------------------------------------- | ------------------------------------------- | ------------------------------------------- | ------------------------------------------- | ------------------------------------------- | ------------------------------------------- | ------------------------------------------- | ------------------------------------------- | ------------------------------------------- | ------------------------------------------- | ------------------------------------------- | ------------------------------------------- |